# Cañitas de Felipe Pescador (kommun)
Cañitas de Felipe Pescador är en kommun i Mexiko.   Den ligger i delstaten Zacatecas, i den centrala delen av landet, 600 km nordväst om huvudstaden Mexico City. Antalet invånare är 7 893. Arean är 482 kvadratkilometer.
Terrängen i Cañitas de Felipe Pescador är lite kuperad.
Följande samhällen finns i Cañitas de Felipe Pescador:
- Cañitas de Felipe Pescador
- El Saucillo